# Huizen in de astrologie

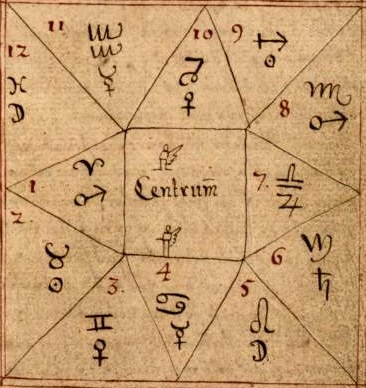
IJslands manuscript uit de 18e eeuw met een verdeling van 12 huizen

Huizen in de astrologie heeft betrekking op een (gewoonlijk) twaalfvoudige verdeling van de horoscoop die afhankelijk van tijd en plaats is. De huizen in de horoscoop zouden te maken hebben met de verschillende levensgebieden. De plaats waar een planeet staat geeft volgens deze opvatting weer op welk gebied de planeet werkzaam zal zijn. Er zijn verschillende huizensystemen in omloop, waarvan het meest gebruikte waarschijnlijk dat van Placidus is. Niet alle astrologische scholen maken gebruik van een huizensysteem, omdat de interpretatie van de huizen staat of valt met een precieze geboortetijd.

## Analogie met de tekens
De indeling van de horoscoop in huizen ontstond op vergelijkbare wijze als de indeling van de 12 tekens van de ecliptica:
1. Tekens: op een jaar tijd volgt de zon een schijnbare baan langs alle 12 tekens van de dierenriem. Hieruit kwam de vierdeling voort op basis van de volgende kardinale punten: de dag- en nachteveningen en de twee zonnewenden die de 4 seizoenen markeerden. Deze vier punten zijn telkens het beginpunt van een nieuw seizoen: Ram op 0 graden voor de lente,[2] Kreeft op 90 graden[3] voor de zomer, Weegschaal op 180 graden voor de herfst en Steenbok op 270 graden voor de winter. Elk kwadrant beslaat dan telkens 3 maanden.
2. Huizen: op een dag tijd (24 u) komt de zon op, staat ze in haar hoogste punt, gaat ze onder en staat ze in haar laagste punt. Deze 4 punten markeren de 4 belangrijkste punten van de 12 huizen: de Ascendant (ASC, opkomst van de zon), het Medium Coeli (MC, hoogste punt 's middags), de Descendant (DESC, de zon gaat onder) en het Imum Coeli (IC, laagste punt).

Huis 1 = ASC = de Ascendant
Huis 4 = IC = Imum Coeli (ook: nadir)
Huis 7 = DESC = de Descendant
Huis 10 = MC = Medium Coeli

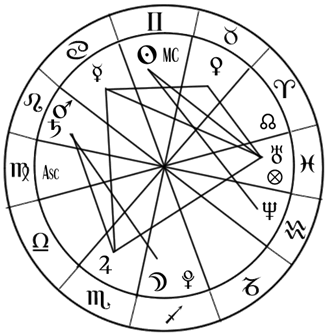

Zo ontstonden dus eveneens 4 kwadranten die vervolgens werden opgedeeld in 3 huizen elk, waardoor de 12 'huizen' ontstonden. Behalve het 'gelijke huizen-stelsel' zijn deze 12 huizen normaal gezien ongelijk van grootte.

## De twaalf huizen
Dit zijn de Latijnse namen van de huizen met hun vertaling, verwante tekens, alsook de betekenissen en associaties die er traditioneel aan verbonden zijn.
| Huis | Teken       | Latijn    | Vertaling   | Moderne naam                  | Interpretatie |
| ---- | ----------- | --------- | ----------- | ----------------------------- | --- |
| 1e   | Aries       | Vita      | Leven       | Huis van het Zelf             | Fysieke verschijning, trekken en karakteristieken, eerste indrukken, algemene opstelling tegenover de wereld, ego. Een begin, initiatief. |
| 2e   | Taurus      | Lucrum    | Weelde      | Huis van Waarde               | Materiële en niet materiële dingen van waarde, geld, bezit, verwervingen, eigendom, oogst, zelfwaardering. |
| 3e   | Gemini      | Fratres   | Broers      | Huis van Communicatie         | Lagere opleiding en vroegste omgeving, mentale vermogens, broers en zusters, de buurt, korte reizen en verplaatsingen. |
| 4e   | Cancer      | Genitor   | Ouder(s)    | Huis van Gezin en Familie     | Voorouders, erfenis, wortels, de moeder of moederfiguren, zorg voor het huishouden, de uiteindelijke afloop van zaken. |
| 5e   | Leo         | Nati      | Kinderen    | Huis van Plezier              | Recreatie en ontspanning, plezierige dingen, spel en gokken, kinderen, liefdesaffaires, seks, creatieve zelfexpressie. |
| 6e   | Virgo       | Valetudo  | Gezondheid  | Huis van Gezondheid           | Routineklussen, plichten, vaardigheden of verworven training, werk, gezondheid en gevoel van welzijn, dienstbaarheid aan anderen, zorgzaam zijn, huisdieren en andere kleine dieren. |
| 7e   | Libra       | Uxor      | Echtgenote  | Huis van de Partners          | Hechte, vertrouwelijke relaties van alle soort, huwelijks- en zakenpartners, overeenkomsten en contracten, diplomatieke zaken, openlijke vijanden, de kwaliteiten die we zoeken in de partner. |
| 8e   | Scorpio     | Mors      | Dood        | Huis van Reïncarnatie         | Cycli van dood en wedergeboorte, seks (modern: traditioneel in 5e huis), diepgevoelde relaties van alle soort, verzekeringen, belastingen, het bankwezen, gezamenlijke beleggingen en financieringen, het occulte. Verder (moderne interpretates:) het onderbewuste, psychotherapie, taboes, regeneratie, zelftransformatie. |
| 9e   | Sagittarius | Iter      | Reizen      | Huis van Filosofie            | Lange reizen naar het buitenland, cultuur, geloof, religie, wetten en ethiek, hogere opleidingen, kennis, ervaring door ontwikkeling. |
| 10e  | Capricorn   | Regnum    | Koninkrijk  | Huis van Sociale Status       | Ambities. motivaties. carrière, status in de maatschappij, regering, autoriteit, de vader of vaderfiguur, de broodwinner, iemands publieke verschijning of indruk die hij geeft. |
| 11e  | Aquarius    | Benefacta | Vriendschap | Huis van Vriendschappen       | Vrienden en kennissen, geestverwanten, groepen, clubs en verenigingen. Voordelen en fortuinen uit carrière, iemands hoop en wensen. |
| 12e  | Pisces      | Carcer    | Gevangenis  | Huis van Verlies van het Zelf | Mysticisme, afgezonderde plaatsen zoals ziekenhuizen en gevangenissen, voor jezelf verborgen dingen die voor anderen wel duidelijk zijn. Ontwijkend, clandestien, geheimhouding, zich terugtrekken, reflectie en zelfopoffering. Het onbewuste, onbekende vijanden.                                                          |

## Huizensystemen

### Gelijke huizen
In het gelijke huizen systeem is de ecliptica ook verdeeld in twaalf parten van 30 graden, maar de huizen zijn afgemeten in stappen van 30 graden vanaf de graad van de ascendant. Het begint met de ascendant, die de 'cusp' of startpunt van het 1e huis is, dan volgt het tweede huis precies 30 graden verder in de dierenriem, dan het derde huis opnieuw precies 30 graden verder enzovoort.

### Porphyrius
Dit is het oudste systeem met de 4 kwadranten. Hoewel het wordt toegeschreven aan Porphyrius van Tyrus, werd het systeem voor het eerst beschreven door de 2e-eeuwse astroloog Vettius Valens in het derde boek van zijn compendium over astrologie (ook bekend als 'De Anthologie'). Elk kwadrant van de ecliptica wordt verdeeld in 3 gelijke delen tussen de 4 hoeken.

### Alchabitius
Alchabitius, een 10e-eeuws Arabisch astroloog, ontwierp de voorloper van het systeem van Placidus en verving grotendeels dat van Porphirius; het verschil met Placidus is dat de tijd die de ascendant nodig heeft om de meridiaan te bereiken in drie gelijke stukken wordt verdeeld. Het Alchabitius huizensysteem was heel populair voor de introductie van dat van Regiomontanus .

### Campanus
De Eerste verticaal (hoogtecirkel die loodrecht op de meridiaan van een plaats staat) wordt verdeeld in twaalf en deze verdelingen worden geprojecteerd op de ecliptica. Het systeem is genoemd naar Campanus van Novara.

### Regiomontanus
De hemelequator wordt bij Regiomontanus in twaalf stukken verdeeld en deze verdelingen worden geprojecteerd langs grote cirkels die de noordelijke en zuidelijke horizon snijden. Het systeem is genoemd naar het Latijnse pseudoniem van de Duitse astroloog Johann Müller uit Königsberg.

### Placidus
Het systeem van Placidus is in de moderne westerse astrologie het meest gebruikte huizensysteem. Het is gebaseerd op een verdeling van tijd en niet van plaats. De tijd die nodig is voor iedere graad van de ecliptica om van het nadir (IC) naar de ascendant te rijzen, en van de ascendant naar de midhemel (MC), wordt getrisecteerd om de cuspen van huis 2, 3, 11 en 12 te bepalen. De cuspen van huis 8, 9, 5 en 6 liggen daar tegenover. Het Placidus systeem werkt niet goed boven de poolcirkels (bij een latitude groter dan 66° Noord of 66° Zuid), omdat planeten dan geen huis kunnen worden toegewezen op deze geografische breedtes. Dit is zowat de enige tekortkoming van het systeem.
Het Placidus systeem werd voor het eerst omstreeks de 13e eeuw vermeld in Arabische teksten, maar de eerste publicatie dateert uit 1602 en is van de hand van Giovanni Antonii Magini (1555-1617) met zijn boek "Tabulae Primi Mobilis, quas Directionem Vulgo Dicunt". In een campagne tegen de heliocentrische theorie van Copernicus trachtte de Katholieke Kerk Ptolemaeus' geocentrisch systeem te steunen. Om de geloofwaardigheid te verhogen, duidde zij Placidus, een hoogleraar in de wiskunde, aan als auteur van het huizensysteem dat nu als argument tegen het heliocentrisme werd ingezet.

### Koch
Het huizenstelsel van Walter Koch (1895-1970), een Duits astroloog, is een gecompliceerde versie van die van Placidus. Het is gebaseerd op gelijke verhogingen van rechte klimming voor ieder kwadrant. Het systeem werkt eigenlijk alleen voor breedtes tussen 66 graden Noord en 66 graden Zuid. Het is vooral populair bij astrologen in de Verenigde Staten en in Duitssprekende landen. In Centraal-Europa heeft het concurrentie gekregen van het Krusinski huizensysteem.

### Krusinski
Krusinski is een recent huizensysteem uit 1995, gebaseerd op de grote cirkel die door de ascendant en het zenith loopt. Deze cirkel wordt verdeeld in twaalf gelijke delen (1e cusp is de ascendant, 10e cusp is het MC) en de resulterende punten worden vervolgens geprojecteerd op de ecliptica via meridiaancirkels.
De tabellen voor dit huizensysteem werden voor het eerst gepubliceerd in 1995 in Polen. In de Tsjechische Republiek is het ook bekend onder de naam Amphora, waar Milan Píša het introduceerde in een studie van Manilius' "Astronomica" ("Konstelace č. 22" in: "AMPHORA - nový systém astrologických domů" (1997) en in een boekje met de titel "Amphora - algoritmy nového systému domů" (1998)).